# Тютюневи складове на Димитър Кудоглу
Тютюневи складове на Кудоглу е емблематична индустриална сграда в Пловдив, състояща се от две свързани сгради на ул. „Капитан Андреев“ 2-4. Те са разрушени от пожар през август 2018 г.

## История
Сградата е построена през 1923 г. от българския търговец на тютюн и пловдивски благодетел Димитър Кудоглу, по проект на архитект Димитър Попов. Складовете са с богато орнаментирани фасади – с гипсови гирлянди от цветя. Един от тях е увенчан и с много успешно скулптирана глава на Хермес – бога на търговията и на пътешествениците. Първите години след построяването им е издадена пощенска картичка с изображението им.
В края на 1926 г. Димитър закупува за 5 милиона лева сградата на хотел в центъра на Пловдив и финансира с още 3,5 милиона лева нейното преустройство и оборудване с най-съвременна за времето си медицинска апаратура и го превръща в първото социално здравно заведение в България, наречено Дом на благотворителността и народното здраве „Димитър Петров Кудоглу“. Той дарява и двата си тютюневи склада, с приходите от които да се издържа Дома.
През 1947 г. складовете стават държавна собственост. През 1985 г. получават статут на паметник на културата. Поради липса на наследници. през 2005 г. двете 5-етажни сгради са продадени от Булгартабак на фирма „Р.И.П.А.“ ООД за 1,8 млн. лв., чийто представител е италианецът Пиетро Луиджи Гиа.
През август 2018 г. се разразява голям пожар в центъра на Пловдив, от който са пострадали тежко пет големи тютюневи склада. Три от тях са напълно унищожени, като сред тях е складът на Кудоглу.